# Озёрная (Смоленская область)
Озёрная — деревня в Смоленской области России, в Шумячском районе. Расположена в юго-западной части области в 1 км к юго-западу от городской черты Шумячей.
Население —329 жителей (2007 год). Административный центр Озёрного сельского поселения.

## История
Деревня образована постановлением Смоленской областной думы № 160 от 25 апреля 2002 г.

## Экономика
Средняя школа — детский сад.